# Singara

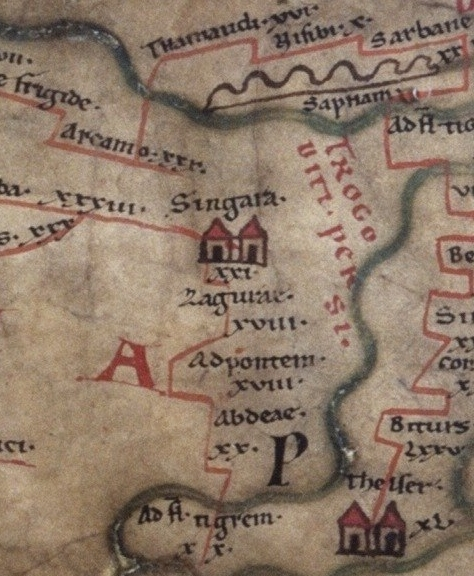
Singara dans un détail de la Table de Peutinger, une copie du XIIIe siècle d'une ancienne carte romaine où figurent les routes et les villes principales de l'Empire romain qui constituaient le cursus publicus.

Singara (en grec : Σίγγαρα τὰ) était un poste fortement fortifié à l'extrémité nord de la  Mésopotamie, qui pendant un certain temps, comme il ressort de nombreuses pièces de monnaie retrouvées à notre époque, a été occupé par les Romains comme une colonie avancée contre les Perses. C'était le camp de la Ire Légion "Parthica".
Sa position, au sud-est de Nisibe, n'a pas été clairement établie par les auteurs anciens, Stéphane de Byzance la décrit comme une ville arabe, près d'Édesse, et Ptolémée la place sur le Tigre. Il  ne fait cependant aucun doute qu'elle, ainsi que la montagne près d'elle, appelée par Ptolémée "ὸ Σίγγαρας ὄρος", correspondent aujourd'hui au district de Sinjâr (en kurde Şengal ) dans l'Irak actuel.
Singara a d'abord été prise par les Romains au cours des campagnes orientales de Trajan, lorsque le général Lusius Quietus s'empara de la ville sans combat au cours de l'hiver 114. Quoiqu'elle fût abandonnée après le retrait romain de Mésopotamie en 117, la ville a de nouveau fait partie de l'Empire romain avec la campagne parthe de Septime Sévère en 197. La ville a été élevée par Septime Sévère au rang d'une colonie romaine, comme en témoigne la légende trouvée sur quelques pièces de monnaie frappées là pendant le règne de Gordien III : "ΑΥΡ. CΕΠ. ΚΟΛ. CΙΝΓΑΡΑ." ,  qui est la transcription grecque pour le nom latin de la ville, "Colonia Aurelia Septimia Singara".
Elle est restée l'un des avant-postes les plus à l'est de l'Empire romain au cours du IIIe siècle.
Singara a été le théâtre d'un conflit nocturne célèbre lors du siège de la ville en 344 par le roi Sassanide Shapur II , son résultat était si peu clair que les deux parties ont revendiqué la victoire. Encore plus tard, en 359-360, au cours du règne de Constance II , il est rapporté qu'elle a subi un siège célèbre, et a finalement été emportée par les Perses grâce à une tempête providentielle, quoique vaillamment défendue par les habitants ainsi que deux légions. Le pays alentour est mentionné par Ammien Marcellin et Théophylacte Simocatta comme étant extrêmement aride, ce qui la rendait aussi difficile à prendre qu'à secourir, compte tenu des distances.